# Hans Blankenberg
Hans Blankenberg (21 november 1920 in Batavia - De Klomp bij Ede op 10 september 1944) was een Nederlands verzetsstrijder. Hij studeerde aan de Technische Hogeschool in Delft, was Nederlands militair en werd tijdend de Duitse bezetting actief in het verzet. Daarvoor onderhield hij voor de Centrale Koeriersdienst (een onderdeel van de inlichtingengroep “Albrecht”) de verbinding tussen Utrecht en Amersfoort. Hans  Blankenberg was om tewerkstelling in Duitsland te ontlopen ondergedoken in Elspeet,
De Groep Albrecht was "de belangrijkste groep voor het verzamelen van militaire inlichtingen" die ten tijde van de Tweede Wereldoorlog in Nederland actief was. Hans droeg bij zijn aanhouding compromitterend materiaal bij zich zoals post van de Raad van Verzet, 500 voedselbonkaarten en een codebericht.
Het ontzielde lichaam van Hans Blankenberg werd, na een tip van de S.D. langs de kant van de weg gevonden. Hij was na betrapt te zijn op het dragen van een vals persoonsbewijs in Scherpenzeel gevangengenomen door leden van een Nederlands-Duitse SS-formatie, de “Landstorm Nederland”. Na overdracht aan de S.D. werd Hans Blankenberg door de Duitse politie verhoord en, omdat hij bleef zwijgen, gemarteld.
In  1944 kon de identiteit van het gevonden lichaam nog niet worden vastgesteld. Bij een lijkschouwing stelde dr. A.G. Vis uit De Klomp vast dat het lichaam van de dode jongeman schotwonden "in de rechteronderarm, de linkerschouder, het linker-jukbeen, de linkerslaap, het achterhoofd, in de borst, in de linkerzijde van de hals en eenmaal ter hoogte van de zevende nekwervel" vertoonde. Daarnaast was er nog sprake van een ongeveer vijf centimeter lange schedelwond. Het lichaam werd op de begraafplaats van Ederveen in een anoniem graf begraven.
Het lichaam van Hans Blankenberg werd op 22 augustus 1945 weer opgegraven en overgebracht naar Elspeet waar het met militaire eer opnieuw werd begraven.
Hans Blankenberg was de zoon van de in Nederlands-Indië werkzame architect Johan Frederik Lodewijk Blankenberg. De vader heeft het grafmonument voor zijn zoon ontworpen. Het aan het Wilhelmus ontleende grafschrift luidt "DEN VADERLANT GHETROUWE BLIJF IK TOT IN DEN DOOT".
In 2020 is het graf gerestaureerd met steun van de gemeente Nunspeet, de Elspeter gemeenschap en de familie Blankenberg.